# República de Qurtuba
La república de Qúrtuba / Qurṭuba  o República de Còrdova va ser l'Estat que va sorgir en la ciutat de Còrdova i els seus voltants arran la desintegració del Califat de Còrdova, en 1031.

## Orígens
Era evident des de feia temps, que el Califat se n'havia anat separant en multitud de petits Estats independents i que la capitalitat de Còrdova era purament nominal. Després de la destitució de l'últim Califa, Hixam III, en Novembre de 1031, una junta de notables va decidir donar el poder a Abu l-Hazm Jawhar, de la família Banu Jahwar, i que gaudia de gran prestigi. Aquest va desenvolupar un sistema de govern quasi republicà, amb un consell de ministres i jurístes a qui consultar abans de prendre qualsevol decisió política. Sota aquest mandatari, Còrdova va tindre una direcció col·lectiva en lloc d'un únic Emir com altres taifes.

## La república
Abu-l-Hazm Jàhwar ibn Muhàmmad ibn Jàhwar va governar Qurtuba des de 1031 fins a la seva mort, en 1043. El va succeir son fill Abu-l-Walid Muhàmmad ibn Jàhwar ar-Raixid, que continuà el benvolent govern de son pare durant vint-i-un anys més. A mesura que es feia gran, Abū'l Walīd va anar deixant la direcció de Còrdova en mans dels seus fills, Abd al-Rahman i Abd al-Màlik. Els dos germans però, van començar aviat una lluita pel govern de l'Estat, restant poder als nobles per a desplaçar l'altre germà. Abd al-Màlik va aconseguir desplaçar del poder son germà. Tots aquests fets van desestabilitzar Còrdova.
El govern va deixar de ser el d'una república burgesa per a esdevenir una més de les taifes, regida d'una manera poc previsora. Abd al-Màlik va fer moviments buscant l'amistat d'al-Mútadid, Emir d'Ixbíliya, i això no van passar desapercebut al d'Emir de Tulàytula, Yahya ibn Ismail al-Mamun. Aquest va manar un exèrcit que va assetjar Qurtuba. Muhàmmad ibn Abbad al-Mútamid, successor d'al-Mútadid envià les seves tropes per alçar el setge de Còrdova, derrotant l'exèrcit toledà en 1070. Però al-Mutamid, en lloc de tornar la ciutat a Abd al-Malik la va prendre per a si mateix. Abd al-Màlik va ser deposat i al-Mútamid va incorporar la taifa a la de Sevilla. Abd al-Malik va ser empresonat i més tard exiliat a l'Illa de Saltes.
A primers de 1075, un personatge amb el nom d'Ibn Ocasha, s'apoderà de Còrdova i li la va entregar a al-Mamun, que es va desplaçar fins allà per fer-se càrrec. En Juny d'aquest any moria al-Mamun emmetzinat. Ibn Ocasha encara es va mantindre tres anys en Còrdova sota el teòric poder de l'Emirat de Tulàytula. En 1078, al-Mútamid de Sevilla tornava a prendre Còrdova, que va continuar formant part de la Taifa sevillana fins a la conquesta dels Almoràvits que van assaltar la ciutat el 25 de març de 1091.

## Llista de governants
- Abu-l-Hazm Jàhwar ibn Muhàmmad ibn Jàhwar 1031-1043
- Abu-l-Walid Muhàmmad ibn Jàhwar ar-Raixid 1043-1064
- Abd-al-Màlik ibn Muhàmmad al-Mansur 1064-1070